# Veta adherent

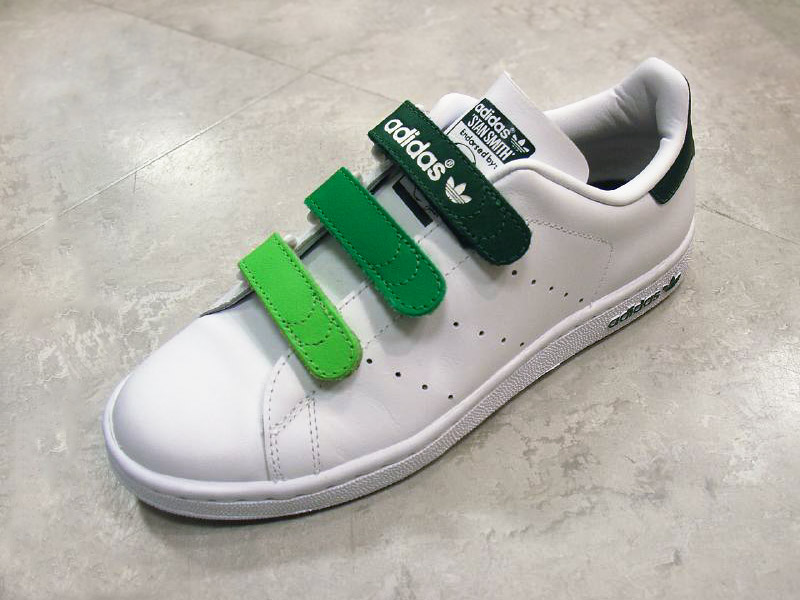
Sabatilla esportiva amb el sistema de veta adherent

Una veta adherent és un sistema de subjecció consistent en dues tires de teixit diferent que s'enganxen per pressió i se separen per tracció. La marca vulgaritzada és Velcro.
És un sistema de tancament ràpid i senzill que està formada per dues superfícies, generalment en forma de tires. Una superfície consta de ganxos flexibles diminuts i l'altra de fibres embolicades. Els ganxos s'aferren a les fibres que s'enganxen per pressió i se separen per tracció. Originalment concebut per a la roba, la indústria va desenvolupar-ne noves aplicacions entre d'altres en automòbils, en la construcció, i fins i tot en l'aeronàutica, on aprofita la rapidesa de la fixació, sense eines o temps d'assecatge i la possibilitat de desfer sense danyar les dues parts. Quan se separen, cosa que es pot fer estirant o pelant les dues superfícies, les tires fan un so de trencament distintiu.

## Història

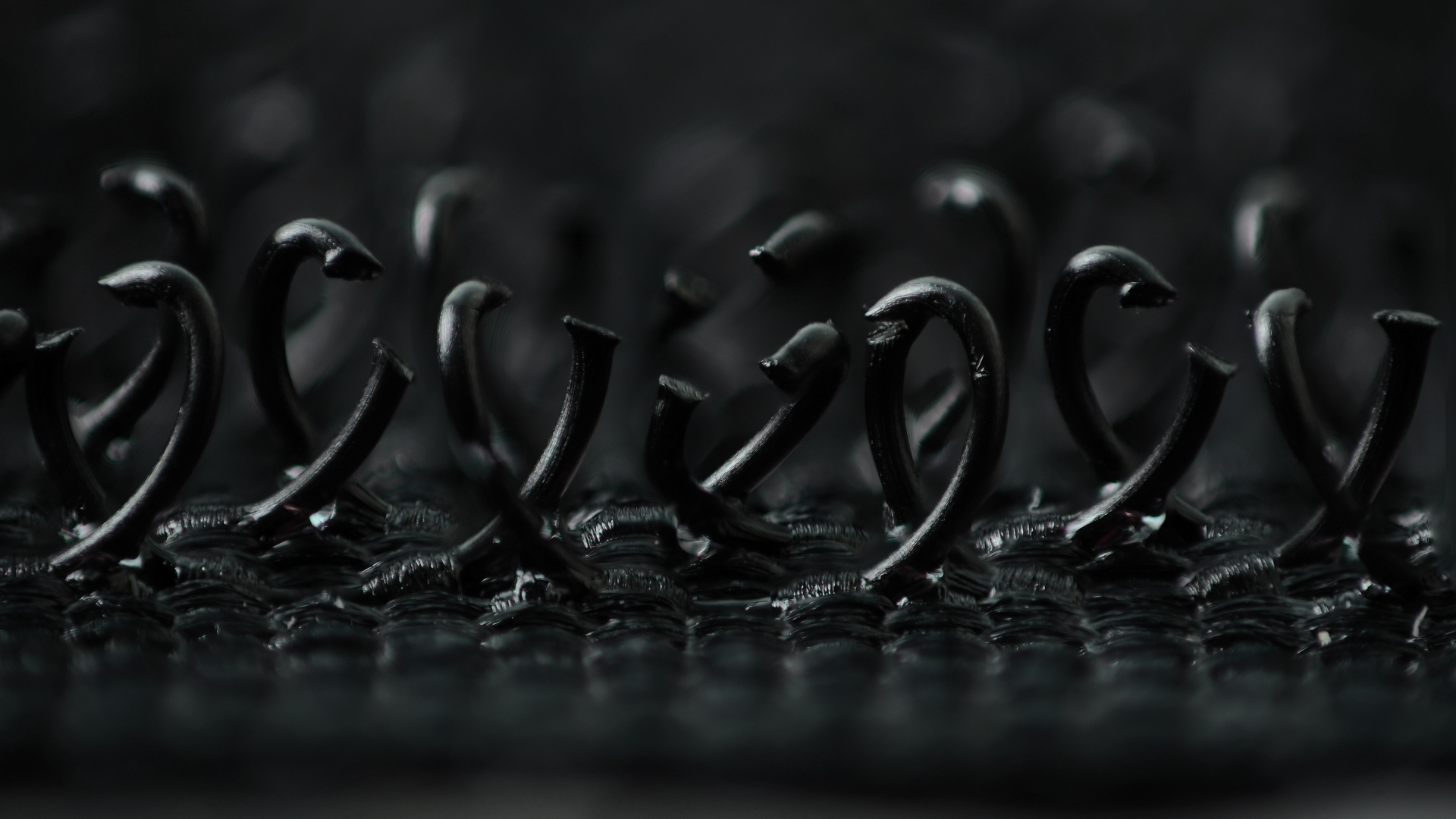
Fotografia macro de ganxos de velcro

La veta adherent va ser inventada el 1941 per l'enginyer suís Georges de Mestral, al qual va anomenar velcro. La idea li va sorgir un dia després de tornar d'una sortida de caça amb el seu gos als Alps. Va fixar-se en el sistema d'adherència de les llavors de repalassa (Arctium lappa), coneguda també com a bardana, enganxavelles, enganxacabells, enganxadones, gaferot, gafets o guspinera, que s'adhereixen a la roba o als pèls dels animals. La veta adherent reprodueix aquest sistema d'adherència. És un exemple de biònica o disseny inspirat en la natura. Els va examinar sota un microscopi i va observar els centenars de "ganxos" que s'enganxaven a qualsevol cosa amb un bucle, com ara roba, pell d'animals o cabells. Va veure la possibilitat d'unir dos materials de manera reversible d'una manera senzilla si podia esbrinar com duplicar els ganxos i llaços. Alguns com Steven Vogel o Werner Nachtigall consideren el ganxo i bucle com un exemple clau d'inspiració de la natura o la còpia dels mecanismes de la naturalesa (anomenada biònica o biomímesi).
El gran avenç que va fer de Mestral va ser pensar en els gafets a escala molt reduïda. Aquestes fixacions han estat habituals durant segles, però el que era nou sobre els gafets era la miniaturització dels ganxos i els ulls. La reducció dels ganxos va provocar les altres dues diferències importants. En primer lloc, en lloc d'una línia de ganxos d'un sol fitxer, els elements de fixació de ganxo i bucle tenen una superfície bidimensional. Això era necessari, perquè en disminuir la mida dels ganxos, la força també es reduïa inevitablement, requerint així més ganxos per a la mateixa força. L'altra diferència és que el ganxo i el bucle té una coincidència indeterminada entre els ganxos i els ulls. Amb fixacions de ganxo i ull més grans, cada ganxo té el seu propi ull. A una escala tan petita com la dels elements de fixació de ganxo i bucle, no és pràctic fer coincidir cadascun d'aquests ganxos amb l'ull corresponent, la qual cosa condueix a la concordança indeterminada.
La proposta de De Mestral va ser rebutjada inicialment pels líders del sector quan va portar la seva idea a Lió, que llavors era un centre de tissatge. Va aconseguir l'ajuda d'un teixidor, que va produir dues tires de cotó basades en els dissenys de Mestral. Tanmateix, el cotó es va esquinçar i es va desgastar en un període relativament curt. Com a resultat, de Mestral va començar a explorar l'ús de fibres sintètiques, creient que aportarien un producte més resistent. De Mestral finalment va seleccionar niló, amb el raonament que no s'esfilarà ni atrau fàcilment el motlle, no és biodegradable i es podria produir en fils de gruix variable. El niló només s'havia inventat recentment i, per assaig i error, de Mestral va descobrir que, quan es cosia sota llum infraroja calenta, el niló forma petites formes de ganxo. No obstant això, encara havia de trobar una manera de mecanitzar el procés i fer el costat en bucle. A continuació, va trobar que el fil de niló, quan es teixeix en bucles i es tracta tèrmicament, conserva la seva forma i és resistent; tanmateix, els llaços s'havien de tallar al lloc correcte perquè es poguessin subjectar i desenganxar moltes vegades. A punt de rendir-se, li va sorgir una nova idea. Va comprar un parell de tisores i va retallar la part superior dels bucles, creant així uns ganxos que s'adaptarien perfectament amb els bucles de la pila.
La mecanització del procés de teixir els ganxos va durar vuit anys, i va trigar un any més a crear el teler que retallava els llaços després de teixir-los. En total, van trigar deu anys a crear un procés mecanitzat que funcionés.
De Mestral va presentar la seva idea per a una patent a Suïssa el 1951, que va ser concedida el 1955. Al cap de pocs anys va obtenir patents i va començar a obrir botigues a Alemanya, Suïssa, Gran Bretanya, Suècia, Itàlia, Holanda, Bèlgica i el Canadà. El 1957 es va ramificar al centre tèxtil de Manchester, New Hampshire, als Estats Units.
La columnista Sylvia Porter va fer la primera menció del producte a la seva columna Your Money's Worth del 25 d'agost de 1958, escrivint: "És amb un entusiasme comprensible que avui us presento un informe exclusiu sobre aquesta notícia: s'ha inventat una "cremallera sense cremallera. El nou dispositiu de tancament és en molts aspectes potencialment més revolucionari que la cremallera fa un quart de segle."
Una empresa de Mont-real, Velek, Ltd., va adquirir el dret exclusiu de comercialitzar el producte a Amèrica del Nord i del Sud, així com al Japó, amb American Velcro, Inc. de New Hampshire, i Velcro Sales de Nova York.
De Mestral va obtenir patents a molts països just després d'inventar els fixadors, ja que esperava una gran demanda immediata. En aquell moment, els elements de fixació semblaven fets amb restes de teixit barat i, per tant, no es van cosir a la roba ni s'utilitzaven àmpliament quan es va estrenar a principis dels anys seixanta. També es va considerar poc pràctic.
Una sèrie de productes de Velcro Corporation van mostrar el producte en una desfilada de moda a l'hotel Waldorf-Astoria de Nova York el 1959, i el teixit va tenir el primer gran impacte quan es va utilitzar a la indústria aeroespacial per ajudar els astronautes a maniobrar dins i fora dels vestits espacials voluminosos. Tanmateix, això va reforçar la visió entre la població que el ganxo i el bucle era una cosa amb usos utilitaris molt limitats. La següent veta adherent d'ús important va ser amb esquiadors, que van veure les similituds entre la seva roba exterior i la dels astronautes i, per tant, van veure els avantatges d'un vestit que era més fàcil de posar i treure. Poc després van seguir equips de busseig i marins. Després d'haver vist astronautes emmagatzemar bosses de menjar a les parets, van fer-ho servir els fabricants de roba per a nens. Com que la veta adherent només es va fer servir àmpliament després de l'adopció per part de la NASA, sovint s'afirma equivocadament que la NASA la va inventar.
A mitjan dècada de 1960, les fixacions de veta adherent s'utilitzaven en les creacions futuristes de dissenyadors de moda com Pierre Cardin, André Courrèges i Paco Rabanne.
Les millores posteriors van incloure l'enfortiment del filament afegint polièster.
L'any 1978, de La patent de Mestral va caducar i va provocar una gran quantitat d'imitacions de baix cost de Taiwan, la Xina i Corea del Sud al mercat. George de Mestral va ser inclòs al National Inventors Hall of Fame dels EUA pel seu invent.

## Aplicacions
A causa de la seva facilitat d'ús, la veta adherent s'ha utilitzat per a una gran varietat d'aplicacions on cal una unió temporal. És especialment popular a la roba on substitueix botons o cremalleres, i com a fixador de sabates per als nens que encara no han après a lligar els cordons de les sabates. Els tancaments de veta adherent s'utilitzen en roba adaptativa, que està dissenyada per a persones amb discapacitats físiques, persones grans i malalts, que poden tenir dificultats per vestir-se a causa de la incapacitat per manipular tancaments com els botons i les cremalleres.
La veta adherent o ganxo i llaç (patent dels EUA núm.: US8.469.996 B2) s'utilitza en humans com a pròtesis expansores de fàscia temporals per tractar la síndrome del compartiment abdominal i quan són necessàries múltiples entrades abdominals per controlar i eliminar la patologia intraabdominal. Els elements de fixació de veta adherent va mantenir unit un cor humà durant la primera cirurgia cardíaca artificial. S'utilitza a les centrals nuclears i als tancs de l'exèrcit per subjectar les llanternes a les parets. Als cotxes, els elements de veta adherent s'utilitzen per unir capçals, catifes i cobertes d'altaveus. S'utilitza a la llar per plegar cortines, subjectar catifes al seu lloc i fixar tapisseries. Els tancaments de motxilles, maletins i llibretes sovint fan ús de vetes adherents. Els bolquers de tela sovint fan ús de vetes adherents. És una part integral de jocs com i el futbol flag, i s'utilitza en corretges de planxes de surf i elements rtopèdics.
La NASA fa un ús important de fixacions de veta adherent. Cada transbordador espacial va volar equipat amb deu mil polzades d'un tancament especial fet de bucles de tefló, ganxos de polièster i suport de vidre. Els elements de fixació de veta adherent s'utilitzen àmpliament, des dels vestits dels astronautes fins a l'equip d'ancoratge. En les condicions gairebé sense pes en òrbita, s'utilitzen elements de fixació de veta adherent per subjectar temporalment objectes i evitar que surin. S'utilitza un pegat dins dels cascs dels astronautes on serveix com a rascador de nas. Durant l'hora dels àpats, els astronautes utilitzen safates que s'enganxen a les cuixes mitjançant molles i elements de fixació. També s'utilitzen vetes adherents a bord de l'Estació Espacial Internacional.
Els pedals de guitarra solen connectar-se a les pedaleres amb tires de veta adherent.